# Королевская медаль «За служение делу свободы»
Королевская медаль «За службу делу Свободы» (англ. King's Medal for Service in the Cause of Freedom) — британская медаль, учреждённая королём Георгом VI 23 августа 1945 года, для награждения иностранных гражданских лиц (в основном из стран-союзников), достойную содействовавшим интересам Союзников во время Второй мировой войны. Содействие могло заключаться в сборе средств для британской военной помощи, предоставление информации разведке, а также организации служб скорой помощи. Всего было вручено 2539 медали.

## Описание награды
Медаль серебряная, диаметром 36 миллиметров (1,4 дюйма). На аверсе монеты изображён повёрнутый влево профиль короля Георга VI в короне с надписью «GEORGIVS VI D:G:BR:OMN:REX ET INDIAE IMP». На реверсе изображен средневековый воин в доспехах со сломанным копьем, которому подносит пропитание женщина. На верхней окружности надпись «FOR SERVICE IN THE CAUSE OF FREEDOM», а внизу — «THE KINGS MEDAL». Медаль вручалась безымянной.
Лента медали шириной 32 миллиметра (1,3 дюйма) белого цвета с красной полосой в центре, и синими полосами по краям.
Те, кто помогал британским военнослужащим укрыться от врага, вернуться с оккупированных территорий или выполнял другую опасную работу на благо Великобритании или Союзников, имели право на получение Королевской медали «За отвагу в деле Свободы».

## Известные награждённые
- Грейс Макерди[англ.] (1866–1946). Награждён в 1946 году за участие в оказании помощи Греции и Великобритании во время войны[5];
- Джон Трамп (1907–1985)[6]. Награждён в 1947 году за научные исследования и создание технологий радиолокационного обнаружения, использовавшейся во время Второй мировой войны[7];
- Энн Вуд-Келли[англ.] (1918–2006). Награжденная в 1946 году за службу пилотом воздушного конвоя[англ.] Британской службы вспомогательной воздушно-транспортной авиации[англ.], доставившим на аэродромы более 900 новых и отремонтированных самолетов 75 различных типов.[8]